# 耶魯 (公司)
耶魯（英語：Yale）是北歐集團亞薩合萊旗下的鎖具公司，名為「耶魯鎖」的彈子鎖享譽盛名。其門鎖產品深受全球客戶喜愛，在不同年代的公私營機構、社會設施及住宅樓宇都獲得用家信賴，品牌家喻戶曉。
耶魯一直以來不斷推陳出新，產品精益求精。近年智能家居逐漸普及 ， 耶魯品牌因應市場需要，推出功能與安全並重的智能電子鎖，並可配合其他智能家居產品一同使用，深受消費者歡迎。
耶魯在門鎖領域一直傲視同儕，致力研發創新產品，以滿足不斷變化的市場需求，為不同使用者提供最佳門鎖的選擇。

## 歷史
1848年，老奈納斯·耶魯(Linus Yale, Sr.)發明了圓柱狀彈子鎖，並申請專利。他的兒子小奈納斯·耶魯(Linus Yale, Jr)將之加以改良，在1861年得到新的專利。
1868年，老奈納斯·耶魯在美國康涅狄格州斯坦福建立公司，幾經收購合併，現為亞薩合萊旗下的子公司。